# L'Amour braque
Pour plus de détails, voir Fiche technique et Distribution.
L'Amour braque est un  film français d'Andrzej Żuławski sorti en 1985.

## Synopsis
La rencontre entre Léon, un prince hongrois, Micky, un braqueur un peu fou, et Marie, une prostituée au lourd passé. Le film est librement inspiré du roman L'Idiot de Dostoievsky.

## Fiche technique
- Titre original : L'Amour braque
- Réalisation : Andrzej Żuławski, assisté d'Emmanuel Gust
- Scénario : Andrzej Żuławski et Étienne Roda-Gil, librement inspiré de L'Idiot de Dostoievski
- Décors : Dominique André
- Costumes : Olga Pelletier
- Photographie : Jean-François Robin
- Son : Guillaume Sciama
- Montage : Marie-Sophie Dubus
- Musique : Stanislas Syrewicz
- Production : Antoine Gannagé, Alain Sarde
- Société de production : Sara Films
- Société de distribution : AMLF
- Pays de production :  France
- Langue originale : français
- Format : couleur (Eastmancolor) — 35 mm — 1,66:1
- Son : Mono
- Genre : Drame
- Durée : 100 minutes
- Date de sortie :
  - France : 27 février 1985
- Classification : Interdiction aux moins de 12 ans à sa sortie en salles en France

## Distribution
- Sophie Marceau : Marie
- Tchéky Karyo : Micky
- Francis Huster : Léon
- Christiane Jean : Aglaé
- Jean-Marc Bory : Simon
- Roland Dubillard : le commissaire
- Marie-Christine Adam : la mère de Marie
- Wladimir Yordanoff : Matalon
- Ged Marlon : Gilbert Venin
- Michel Albertini : André
- Saïd Amadis : le caïd
- Harry Cleven : Pluto
- Alain Flick : Edgar Venin
- Bernard Freyd : Claude Venin
- Jacques Gallo : Picsou
- Raoul Guylad : Nestor
- Pauline Lafont : Martine
- Julie Ravix : Gisèle
- Jean-François Soubielle : Donald
- Serge Spira : le baron